# چوا ساک کونگ
چوا ساک کونگ، (به چینی: 蔡淑君) (زاده ۱۹۵۶) کارآفرین، بازرگان و مدیر ارشد اجرایی سنگاپوری است، که در حال حاضر به‌عنوان مدیر عامل اجرایی شرکت مخابراتی سینگ‌تل فعالیت می‌کند.